# Супієць (річка)
Супієць (або Малий Супій) — мала степова річка в Золотоніському районі Черкаської області. Знаходиться північніше сіл Бубнівська Слобідка та Шабельники, на надзаплавній терасі Дніпра. Права притока річки Супій. Є пересохлою в більшій частині свого русла, і практично зникла як самостійний річковий потік.

## Опис
Згадується Михайлом Максимовичем в творі "Бубнівська Сотня":
|  | Дорога Піщанська йде від нас спершу по степовій околиці, спускаючись на узбережжі узвозом Сушківським і трьома Слобідськими. На половині її (на восьмий версті) знаходиться урочище Супієць, яким Піщанська сотня відокремлювалася від Бубнівської. У половині минулого століття на тому урочищі був хутір військового товариша Сави Терлецького, жителя шабельницкого, але тепер там залишився тільки окоп зі зростаючими в ньому вербами. Ряд невеликих степових долин, що наповнюються водою в весняний час, дають початок степовій річці Малому Супійцю, що пробирається звідти до Великого Супою. |

Дорога Пищанская идет от нас сперва по степной окраине, спускаясь на побережье взвозами Сушковским и тремя Слободскими. На половине ее (на осьмой версте) находится урочище Супиец, которым Пищанская сотня отделялась от Бубновской. В половине прошлого столетия на
Починається в полях села Бубнівська Слобідка, збираючись з двох русел, що прямують із заходу та півночі. Далі звивисто прямує на південний схід, перед селом Шабельники повертає на схід, вбираючи в себе інші незначні русла-притоки. Через свою вищезгадану природу (тимчасове наповнення весною) та сільськогосподарську діяльність людини (розорані степи), річка на переважній більшості своєї протяжності є пересохлою, за винятком деяких місць, зокрема, добре збереглась ділянка біля села Шабельники. В заплаві Супою річка розпадається на меліоративні канали осушувальної системи. На картах місцевості вона зазвичай зображена у вигляді характерної форми рельєфу, проте на американській карті середини XX століття все ж має вигляд практично повноцінного річкового потоку.